# Madonna z pistoletem
Madonna z pistoletem - jedyne udokumentowane dzieło sztuki autorstwa Banksy'ego w Neapolu. Znajduje się na Piazza Girolamini na ścianie jednej z pizzerii. Przy tworzeniu muralu artysta inspirował się rzeźbą znajdującą się w rzymskim kościele Sant'Agnese in Agone, zwaną Sant'Agnese sul rogo, autorstwa Ercole Ferrata.
Mural przedstawia Madonnę z pistoletem zamiast zwykłej aureoli. Prowokacyjna praca ma na celu ukazanie związku mafii z religijnością.  W 2016 roku dzieło zabezpieczono poprzez umieszczenie na nim szklanej płyty.